# Dépens en procédure civile française
Pour un article plus général, voir Dépens.
Les dépens sont, en droit français, les sommes rendues nécessaires par le déroulement du procès (instances, actes, procédures).
En revanche, certaines sommes ne sont pas intégrées dans les dépens, concernant les autres frais exposés à l'occasion du procès, tels que les frais d'avocats ; ces frais non inclus dans les dépens sont visés par l'article 700 du code de procédure civile.

## Caractéristiques
Le juge doit nécessairement, à la fin du procès, statuer sur la personne qui devra payer ces dépens. En temps normal, cette charge revient à la personne qui a perdu le procès, mais le magistrat chargé de l'affaire peut en décider autrement. Le juge a même la possibilité de mettre les dépens à la charge des auxiliaires de justice s'ils outrepassent les limites de leur mandat. L'avocat peut faire une action en distraction des dépens s'il avance les dépens (article 699 du code de procédure civile).
Dans le cas où les dépens doivent être partagés par moitié, la formule par laquelle le juge « condamne chaque partie pour moitié aux dépens » permet de recouvrer contre le non-bénéficiaire de l’aide juridictionnelle la moitié des dépens avancés par l’État pour le compte du bénéficiaire (article 123 du décret du 19 décembre 1991).

## Contenu des dépens
La liste des frais constituant les dépens est fixée exhaustivement par la loi (en France, l'article 695 du code de procédure civile). Elle comprend :
1. Les droits, taxes, redevances ou émoluments perçus par les secrétariats des juridictions ou l'administration des impôts à l'exception des droits, taxes et pénalités éventuellement dus sur les actes et titres produits à l'appui des prétentions des parties ;
2. Les frais de traduction des actes lorsque celle-ci est rendue nécessaire par la loi ou par un engagement international ;
3. Les indemnités des témoins ;
4. La rémunération des techniciens ;
5. Les débours tarifés ;
6. Les émoluments des officiers publics ou ministériels ;
7. La rémunération des avocats dans la mesure où elle est réglementée y compris les droits de plaidoirie ;
8. Les frais occasionnés par la notification d'un acte à l'étranger ;
9. Les frais d'interprétariat et de traduction rendus nécessaires par les mesures d'instruction effectuées à l'étranger à la demande des juridictions dans le cadre du règlement (CE) no 1206 / 2001 du Conseil du 28 mai 2001 relatif à la coopération entre les juridictions des États membres dans le domaine de l'obtention des preuves en matière civile et commerciale ;
10. Les enquêtes sociales ordonnées en application des articles 1072, 1171 et 1221 du code de procédure civile ;
11. La rémunération de la personne désignée par le juge pour entendre le mineur, en application de l'article 388-1 du code civil.

## En procédure administrative
Les dépens sont régis par l'article L761-1 du code de justice administrative.

## La vérification et le recouvrement des dépens
Conformément aux articles 704 et suivants du Code de procédure civile, les parties peuvent, en cas de difficultés, demander, sans forme, au greffier de la juridiction compétente en application de l'article 52, de vérifier le montant des dépens mentionnés à l'article 695.
Il en est de même de l'auxiliaire de justice qui entend recouvrer les dépens ; sa demande est alors accompagnée du compte détaillé qu'il est tenu de remettre aux parties en vertu de la réglementation tarifaire. Ce compte mentionne les provisions reçues.